# SAP Business One
SAP Business One (エスエーピー・ビジネス・ワン）は、ドイツのソフトウェア企業大手であるSAP社が開発した中堅・中小企業向けERPソフトウェアである。略称はSAP B1、B1。

## 概要
イスラエルで開発されたERPソフトウェアをSAP社が2002年に買収してSAP Business Oneと名づけ、比較的ERP導入の遅れていた中小企業を対象としたERPソフトウェアとして2004年より販売を開始。
提供形態にはオンプレミス版の「SAP Business One」とクラウド版の「SAP Business One Cloud」がある。オンプレミス版とクラウド版の両方にSAP社のインメモリーデータベース「SAP HANA」上で稼働させることを前提とした「SAP Business One, version for SAP HANA」がある。
低コスト導入がセールスポイントであり、日本を含む世界170か国で導入され、2020年4月時点で70,000社以上が利用している。 日本国内ではクボタ、スターフライヤー、JUKI、栗田工業、ハテバージャパンなどでの採用事例がある。

## 特徴
財務会計、管理会計、販売管理、購買管理、在庫管理、MRP、生産管理、サービス管理、プロジェクト管理、モバイルなどの機能が標準搭載されている。入力項目の作成や画面内容の変更が自由であり、拡張性が高い。グローバル展開にも強く、42か国の国別要件と27言語に対応している。
搭載されている機能は随時アップデートされており、2015年1月にリリースされた「SAP Business One, version for SAP HANA 9.1」からは、SAP社のHTML5を用いたグラフィカルなGUIフレームワークである「SAP Fiori」を利用した業務役割別のコックピット機能が追加され、操作性の向上が図られている。 2016年8月にリリースされた「SAP Business One 9.2」および「SAP Business One, version for SAP HANA 9.2」では「プロジェクト管理」の機能も追加された。また、HANA版ではインテリジェント予測機能も搭載された。

## 競合製品および市場シェア
商用のERPソフトウェアとしては、SAPのSAP R/3やSAP S/4HANAを始め、オラクル社のE-Business Suiteなどの大手企業向けソフトウェアが提供されており、SAP製品群が過半数のシェアを握っている。一方、中堅・中小企業向けでは、昨今ではERPソフトウェアが各社より活発にリリースされており、同市場は拡大と激しい競争の時期を迎えている。このため、SAP社はR/3やS/4HANAのような大企業向けだけでなく、中堅・中小企業向けのSAP Business Oneに加えて、クラウドネイティブERPの「SAP Business ByDesign」を提供している